# Indonesische Badmintonmeisterschaft 2007
Die Indonesische Badmintonmeisterschaft 2007 fand vom 13. bis 17. November 2007 in Surakarta statt.

## Austragungsort
- Surakarta

## Finalresultate
| Disziplin    | Sieger                          | Finalist                               | Ergebnis            |
| ------------ | ------------------------------- | -------------------------------------- | ------------------- |
| Herreneinzel | Taufik Hidayat                  | Sony Dwi Kuncoro                       | 21-19, 9-21, 21-16  |
| Dameneinzel  | Aprilia Yuswandari              | Fransisca Ratnasari                    | 21-19, 21-19        |
| Herrendoppel | Luluk Hadiyanto Alvent Yulianto | Markis Kido Hendra Setiawan            | 18-21, 21-17, 21-19 |
| Damendoppel  | Jo Novita Greysia Polii         | Lita Nurlita Nitya Krishinda Maheswari | 21-16, 24-22        |
| Mixed        | Nova Widianto Liliyana Natsir   | Tontowi Ahmad Yulianti CJ              | 21-16, 21-10        |